# Малодівицький район
Малодіви́цький райо́н — адміністративно-територіальна одиниця УСРР (згодом УРСР) з центром у с. Мала Дівиця, утворена 7 березня 1923 у складі Прилуцької округи з Малодівицької і Вільшанської волостей Прилуцького повіту Полтавської губернії площею 508 верст з населенням 30 тис. жителів. 
Нині є частиною Прилуцького району.

## Історія
З моменту створення району кількість сільрад на його території зменшилася з 22 до 13. Станом на 7 вересня 1923 року район складався з таких сільрад: Великодівицької, Гмирянської, Городнянської, Грабівської, Лісово-Сорочинської, Малодівицької, Обичівської, Ольшанської, Петрівської, Радьківської, Сезьківської Товкачівської, Хаєнківської (с. Хаєнки), загальна чисельність яких становила 30 514 мешканців. 
13 червня 1930 року ВУЦВК і РНК УСРР постановили розформувати Прилуцьку округу, в результаті чого Малодівицький район було включено до Лубенської округи. 
2 вересня 1930 року у зв’язку з ліквідацією округ в УСРР Малодівицький район перейшов у пряме підпорядкування Українській СРР. Тоді ж району було присвоєно першу (найнижчу) категорію, до якої належали райони з найменшою чисельністю населення та найнижчими перспективами росту і можливостями інтенсифікації господарства.
27 лютого 1932 року з утворенням Київської області Малодівицький район зараховано до її складу. 
15 жовтня 1932 року район перейшов до складу новоутвореної Чернігівської області. У 1934 році, на підставі постанови Президії ВУЦВК від 5 березня 1934, до Малодівицького району Чернігівської області передано частину Яготинського району тодішньої Харківської області (Піддубнівська, Пологівська, Погребська, Гнилицька і Миколаївська сільради).
Ліквідований 30 грудня 1962 року.